# Военно-морские силы Германии

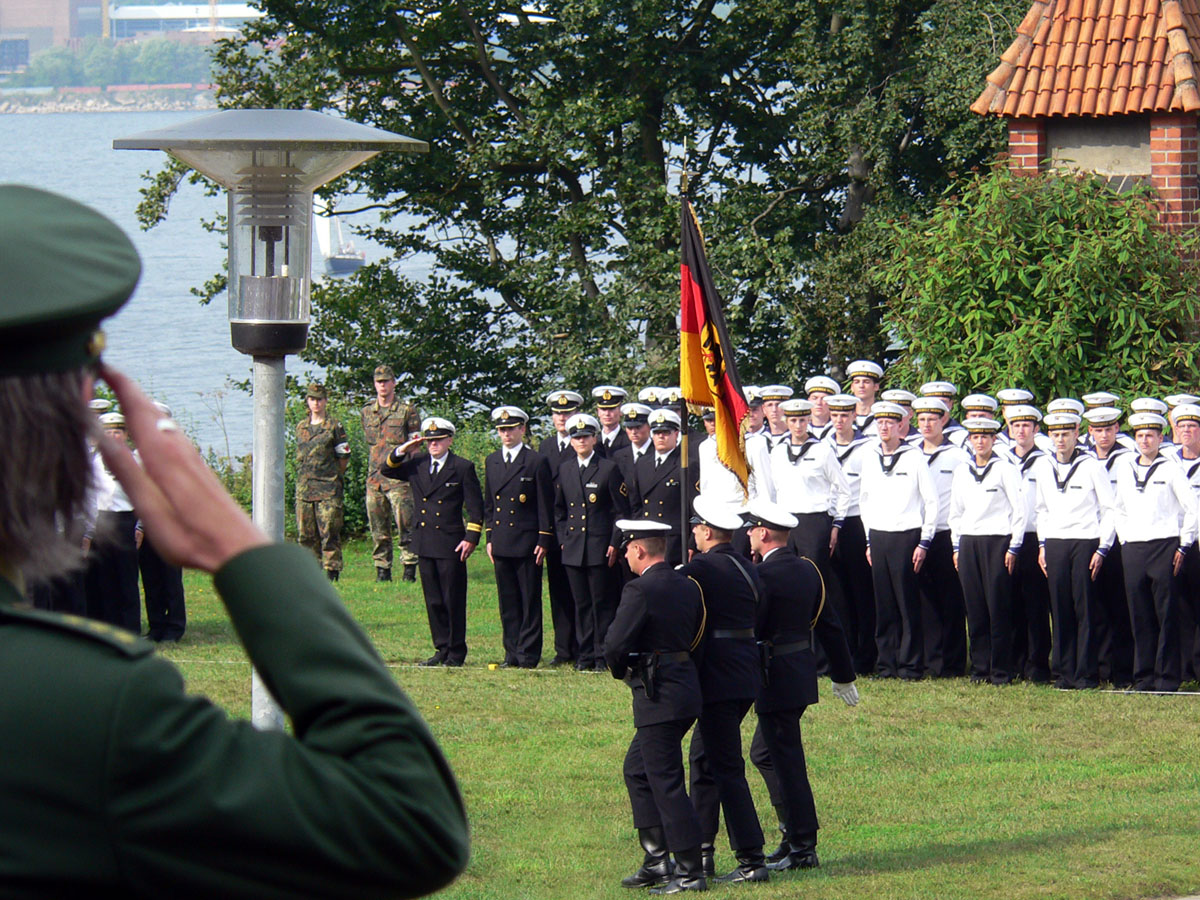
День ВМС Германии.

Военно-морские силы Германии (нем. Marine) — один из видов Вооружённых сил Федеративной Республики Германии.
Вид вооружённых сил ФРГ создан путём присоединения Военно-морского флота ГДР (фольксмарине) к Военно-морского флоту ФРГ (бундесмарине).

## История
Военно-морские силы Германии были созданы одиннадцать лет спустя после окончания Второй мировой войны в 1956 году. До введение призыва в 1957 году состояли из четырёх быстроходных катеров и тридцати шести тральщиков. В 1959—1961 годах на вооружение поступило шесть эсминцев, три подводные лодки, а количество быстроходных боевых катеров увеличилось до двадцати восьми. В 1961—1964 годах на вооружение поступили первые шесть фрегатов и первые пять противолодочных корветов.
После объединения двух Германий 12 сентября 1990 года, вооружённые силы ГДР вошли в состав бундесвера. На тот момент ВМС составляли максимальную численность после Второй мировой войны 36 тыс. человек. После окончания холодной войны немецкое правительство пришло к единому мнению, что такие крупные по численности ВМС не нужны.
В соответствии с планами министерства обороны ФРГ к 2010 году общая численность ВМС сократилась до 19 тыс. военнослужащих, что позволило иметь пять флотилий: морской авиации, фрегатов, катеров, минных тральщиков, подводных лодок. С этого времени структура ВМС Германии включала пять обеспечивающих командований и командование системами управления ВМС. Сокращено 70 % личного состав подразделения охраны территориальных вод и изменена их организационно-штатная структура.
С января 2001 года идёт плановое расформирование командования районов базирования ВМС, также начался процесс передачи медико-санитарных подразделений в состав МСС. В январе 2002 года началось преобразование командования флота, а в январе 2010-го приступили к расформированию школы снабжения ВМС. В 2006 году прежние флотилии были упразднены, вместо них были созданы две новые, количество подводных лодок было сокращено до десяти, образовав одну эскадру вместо двух, количество быстроходных катеров также сократили до десяти, образовав одну эскадру вместо четырёх. Позднее, в 2012—2016 годах они были сняты с вооружения. Количество тральщиков уменьшилось до девятнадцати, с образованием одной эскадры вместо шести. Десантные корабли полностью сняты с вооружения; единственная эскадра упразднена.

## Структура

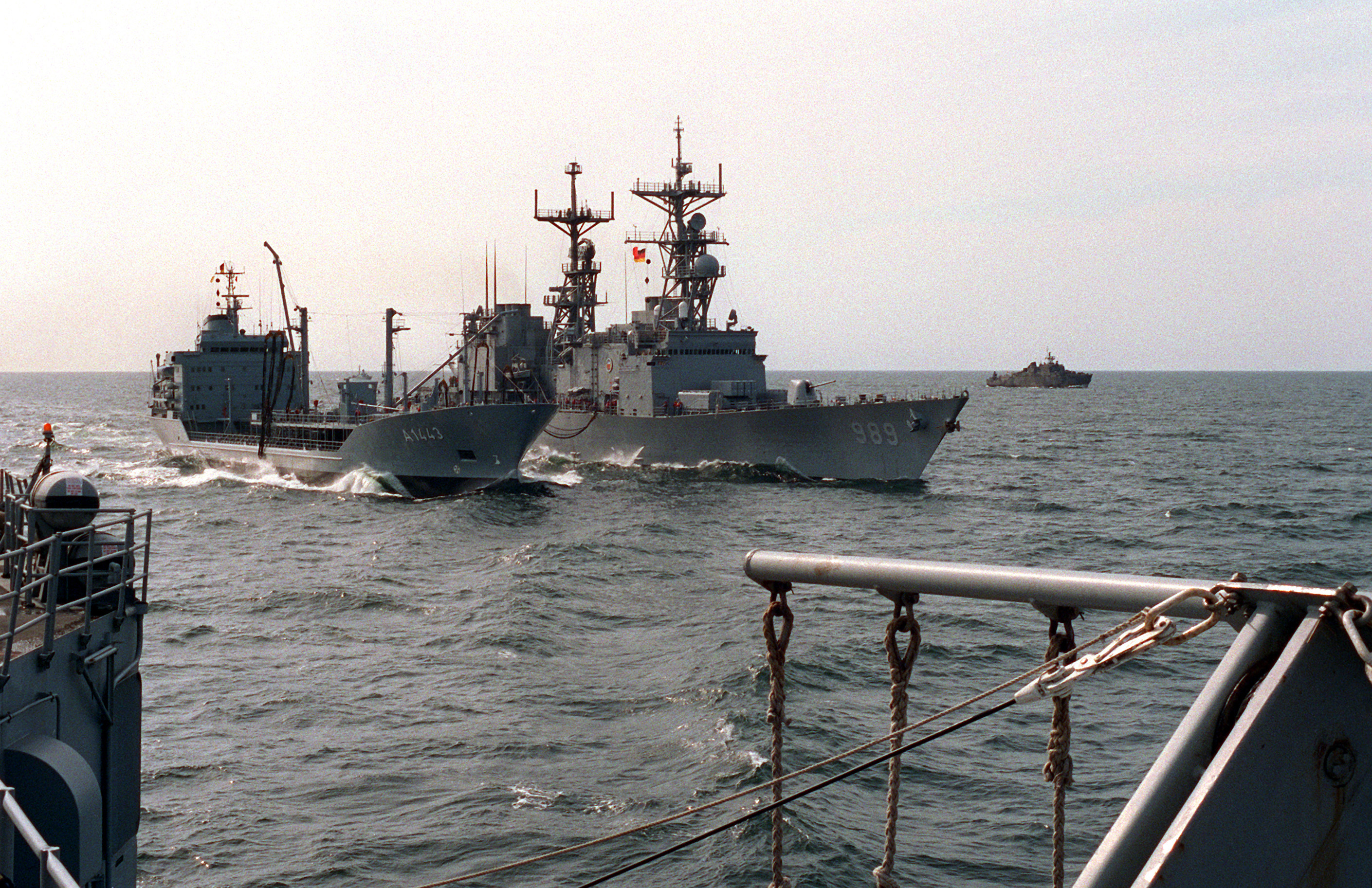
Группировка кораблей ВМС Германии на учениях в Балтийском море.

Долгое время Бундесмарине имело следующую структуру:
- 11 эскадренных миноносцев и 6 фрегатов, сведенных во флотилию эсминцев (Zerstörerflottille) со штабом в Вильгельмсхафене, в составе 1-й эскадры эсминцев (1. Zerstörergeschwader) со штабом в Киле, 2-й эскадры эсминцев (2. Zerstörergeschwader) со штабом в Вильгельмсхафене, 4-й эскадры фрегатов (4. Fregattengeschwader) со штабом в Вильгельмсхафене
  - Эсминец «Гамбург»;
  - Эсминец «Шлезвиг-Гольштейн»;
  - Эсминец «Бавария»;
  - Эсминец «Гессен»;
  - Эсминец «Лютьенс»;
  - Эсминец «Мельдерс»
  - Эсминец «Роммель»
  - Эсминец-2 (Zerstörer 2)
  - Эсминец-3 (Zerstörer 3)
  - Эсминец-4 (Zerstörer 4)
  - Эсминец-5 (Zerstörer 5)
  - Фрегат «Кёльн»
  - Фрегат «Эмден»
  - Фрегат «Аугсбург»
  - Фрегат «Карлсруе»
  - Фрегат «Аугсбург»
  - Фрегат «Любек»
- 5 корветов противолодочной обороны (U-Jagdboote), образовывали эскадру служебных кораблей (Flottendienstgeschwader), Флотилии эсминцев;
  - Корвет противолодочной обороны «Фетида»
  - Корвет противолодочной обороны «Гермес»
  - Корвет противолодочной обороны «Наяда»
  - Корвет противолодочной обороны «Тритон»
  - Корвет противолодочной обороны «Тесей»
- 10 эскортных кораблей;
- 57 тральщиков (Minenabwehrfahrzeug) со штабом в Вильгельмсхафене, образующие флотилию минных тральщиков (Flottille der Minenstreitkräfte) со штабом в Вильгельмсхафене;
  - «Фульда», «Фленсбург», «Линдау», «Тюбинген», «Минден», «Кобленц», «Вецлар», «Гёттинген», «Вайхайм», «Вёльклинген», «Куксхафен», «Марбург» (обновлялись в 1969—1978 годах)
  - «Констанц», «Вольфсбург», «Ульм», «Шлезвиг», «Падеборн», «Дюрен» (списаны в 1978—1980 годах)
  - 37 малых тральщиков
- 37 быстроходных катеров (Schnellboote), образующие флотилию быстроходных катеров (Schnellbootflottille) со штабом во Фленсбурге, состоящая из 2-й эскадры быстроходных сторожевых катеров (2. Schnellbootgeschwader), 5-й эскадры быстроходных сторожевых катеров (5. Schnellbootgeschwader), со штабами в Ольпенице, 3-й эскадры быстроходных сторожевых катеров (3. Schnellbootgeschwader) со штабом во Фленсбурге, 7-й эскадры быстроходных сторожевых катеров (7. Schnellbootgeschwader) со штабом в Киле
- 19 десантно-высадочных средств (Landungsboote)
- 24 подводные лодки[1], образовывавшие флотилию подводных лодок (Ubootflottille) со штабом в Киле, состоявшая из 1-й эскадры подводных лодок (1. Ubootgeschwader) и 3-й эскадры подводных лодок (3. Ubootgeschwader).
- Корабли снабжения[2] образуют флотилию снабжения (Versorgungsflottille), со штабом в Куксхафене, состоявшая из 1-й эскадры снабжения (1. Versorgungsgeschwader) (со штабом в Киле) и 2-й эскадры снабжения (2. Versorgungsgeschwader) (со штабом в Вильгельмсхафене)- «Люнебург», «Кобург», «Фрайбург», «Глюксбург», «Саарбург», «Нинбург», «Оффенбург», «Меерсбург»

В 1980—1989 годах четыре эсминца были заменены восемью фрегатами, в 1990—1996 годах ещё четыре эсминца были заменены четырьмя фрегатами («Бавария», «Бранденбург», «Мекленбург-Передняя Померания» и «Шлезвиг-Гольштейн»). Одновременно были сняты с вооружения корветы противолодочной обороны, а в 1998—2006 годах последние три эсминца были заменены тремя фрегатами («Саксония», «Гамбург» и «Гессен»). В 2014—2019 годах четыре фрегата выведены из состава флота, но взамен в 2008—2013 были приняты на вооружение пять корветов («Брауншвейг», «Магдебург», «Эрфурт», «Ольденбург», «Людвигсхафен-на-Майне»).

### Структура со второй половины 2010-х годов
Военно-морские силы включают: флот, морскую авиацию и подразделения специального назначения. Руководство военно-морскими силами осуществляет инспектор ВМС через главный штаб ВМС. Ему подчинены оперативное командование и центральное управление. Немецкий флот состоит из 2 флотилий, каждая из которых состоит из 3-6 эскадр.
Военно-Морской Флот является главной составляющей и основой морского потенциала Германии, одним из инструментов внешней политики государства и предназначен для обеспечения защиты интересов Германии и её союзников в Мировом океане военными методами, поддержания военно-политической стабильности в прилегающих к ней морях, военной безопасности с морских и океанских направлений. Военно-Морской Флот осуществляет сдерживание от применения военной силы или угрозы её применения в отношении Германии, защиту военными методами суверенитета Германии, распространяющегося за пределы её сухопутной территории на внутренние морские воды и территориальное море, суверенных прав в исключительной экономической зоне и на континентальном шельфе, а также свободы открытого моря. Кроме того, Военно-морской Флот обеспечивает военно-морское присутствие в Мировом океане, демонстрацию флага, визиты кораблей и судов Военно-Морского Флота, участие в осуществляемых мировым сообществом военных, миротворческих и гуманитарных акциях, отвечающих интересам Германии.
Инспектор ВМС (Inspekteur der Marine) (вице-адмирал)

Заместитель инспектора ВМС и Командующий Флота и вспомогательных сил (Stellvertreter des Inspekteurs der Marine und Befehlshaber der Flotte und Unterstützungskräfte) (вице-адмирал)
- Командование ВМС (Marinekommando (MarKdo)) (Росток)
  - Начальник штаба (Chef des Stabes) (контр-адмирал)
    - Оперативный руководитель (Abteilungsleiter Einsatz) (контр-адмирал)
    - Руководитель планирования и концептуального развития (Abteilungsleiter Planung und Konzepzion) (адмирал флотилии)
    - Персональный, организационный и учебный руководитель (Abteilungsleiter Personal/Organisation/Ausbildung) (адмирал флотилии)
    - Руководитель оперативной поддержки (Abteilungsleiter Einsatzunterstützung) (адмирал флотилии)
    - Руководитель военно-морской санитарной службы и адмирал-врач ВМС (Abteilungsleiter Marinesanität und Admiralarzt der Marine) (адмирал-врач)

  - штабные элементы командования
    - Полномочный руководитель аварийно-спасательных работ ВМС (Beauftragter für das Havariewesen der Marine)
    - Юридический советник (Rechtsberater)
    - Капелланская служба (Militärseelsorge)
    - Пресс- и информационный центр ВМС (Presse- und Informationszentrum der Marine)
    - Центральное бюро (Zentralbüro)
    - Берлинское бюро (Büro Berlin)
    - Внутренний контроль (Controlling)

  - Силы ВМС Германии
    - силы подчиненных оперативному руководителю (Abteilungsleiter Einsatz) (контр-адмирал)
      - 1-я оперативная флотилия (Einsatzflottille 1 (EinsFlt 1)) (Киль (город)) (адмирал флотилии)
        - Командование и штаб 1-й ОФ (Führung und Stab der EinsFlt 1)
        - 1-я корветная эскадра (1. Korvettengeschwader) (Варнемюнде)
        - 3-я противоминная эскадра (3. Minensuchgeschwader) (Киль)
        - Эскадра кораблей поддержки (Unterstützungsgeschwader) (Киль)
        - 1-я эскадра подводных лодок (1. Ubootgeschwader) (Эккернфёрде)
        - Командование сил спецназа ВМС (Kommando Spezialkräfte Marine) (Эккернфёрде)
        - Морской батальон (Seebataillon) (Эккернфёрде)
        - Командование ВМБ Киль (Marinestützpunktkommando Kiel)
        - Командование ВМБ Эккернфёрде (Marinestützpunktkommando Eckernförde)
        - Командование ВМБ Варнемюнде (Marinestützpunktkommando Warnemünde)

      - 2-я оперативная флотилия (Einsatzflottille 2 (EinsFlt 2)) (Вильгельмсхафен) (адмирал флотилии)
        - Командование и штаб 2-й ОФ (Führung und Stab der EinsFlt 2)
        - 2-я эскадра фрегатов (2. Fregattengeschwader) (Вильгельмсхафен)
        - 4-я эскадра фрегатов (4. Fregattengeschwader) (Вильгельмсхафен)
        - Эскадра кораблей снабжения (Trossgeschwader) (Вильгельмсхафен, также флотский танкер, буксир-спасатель и морской буксир в Киль)
        - Командование ВМБ Вильгельмсхафен (Marinestützpunktkommando Wilhelmshaven)

      - Командование военно-морской авиации (Marinefliegerkommando (MFlgKdo)) (Нордхольц (Куксхафен)) (Капитан-цур-зее)
        - Штаб командования военно-морской авиации (Stab des Marinefliegerkommandos)
        - 3-я Эскадра военно-морской авиации «Граф Цеппелин» (Marinefliegergeschwader 3 (MFG 3)) (самолетная эскадрa)
        - 5-я Эскадра военно-морской авиации (Marinefliegergeschwader 5 (MFG 5)) (вертолетная эскадрa)

      - Oперативный учебный центр борьбы за живучесть судов (Einsatzausbildungszentrum Schadensabwehr Marine (EAZS)) (Нойштадт-ин-Хольштайн)
      - Kомандный пункт торгового флота (Marineschifffahrtsleitstelle (MSLtg)) (Гамбург)

    - силы подчиненных персонального, организационного и учебного руководителя (Abteilungsleiter Personal/Organisation/Ausbildung) (адмирал флотилии)
      - Оперативная школа ВМС (Marineoperationsschule (MOS)) (Бремерхафен)
      - Техническая школа ВМС (Marinetechnikschule (MTS)) (Паров)
      - Военно-морская (офицерская) школа Мюрвик (Marineschule Mürwik (MSM)) (Фленсбург)
      - Военно-морская унтер-офицерская школа (Marineunteroffizierschule (MUS)) (Плён)

    - силы подчиненных руководителю оперативной поддержки (Abteilungsleiter Einsatzunterstützung) (адмирал флотилии)
      - Командование поддержки ВМС (Marineunterstützungskommando (MUKdo)) (Вильгельмсхафен)

    - силы подчиненных руководителю военно-морской санитарной службы и адмирал-врач ВМС (Abteilungsleiter Marinesanität und Admiralarzt der Marine)
      - Институт корабельной медицины ВМС (Schiffahrtmedizinisches Institut der Marine (SchiffMedInstM)) (Кронсхаген)

## Состав ВМС
Все суда в составе ВМС Германии собственного производства.
По состоянию на декабрь 2023 в состав ВМС Германии входят следующие суда:

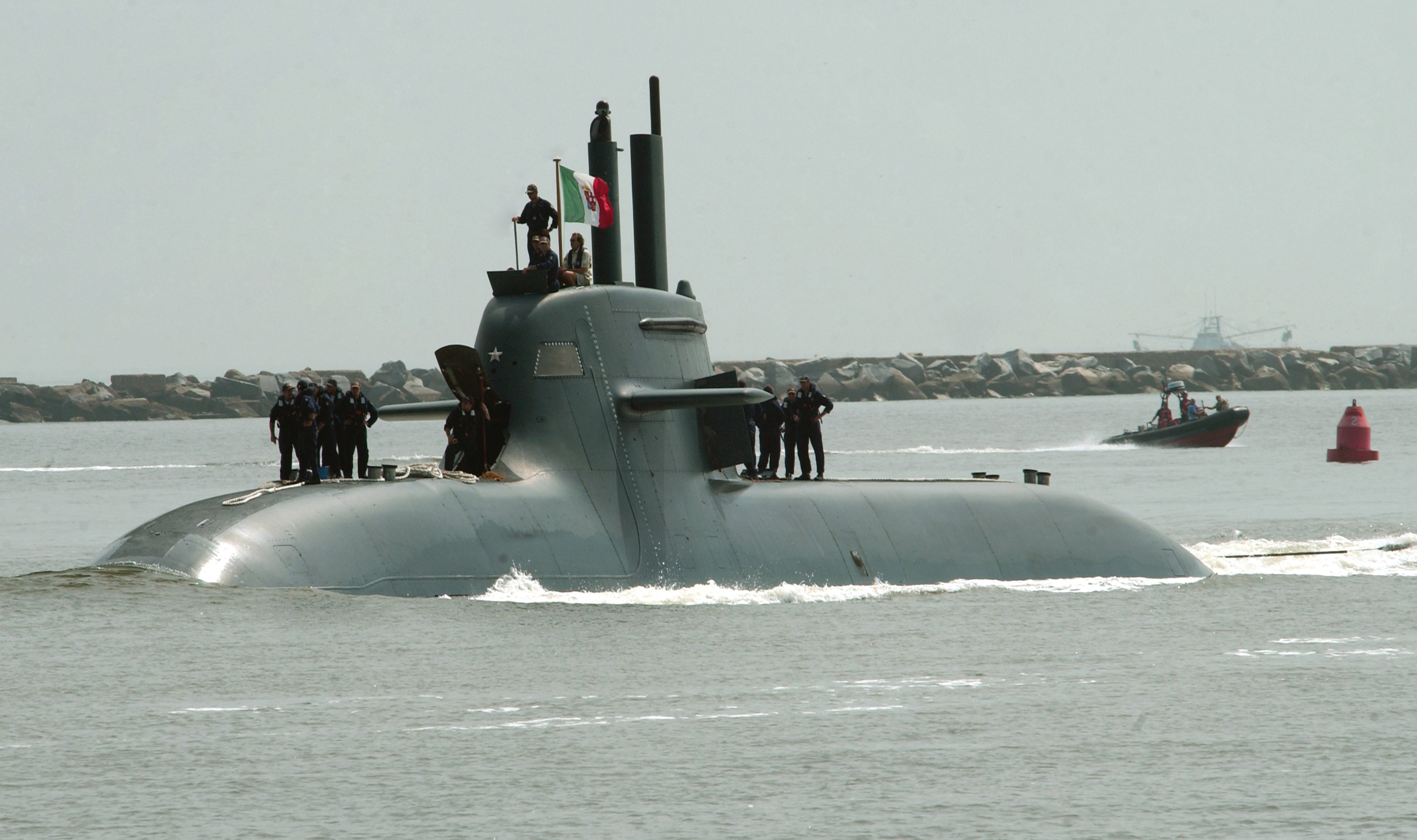
Подводные лодки проекта 212А
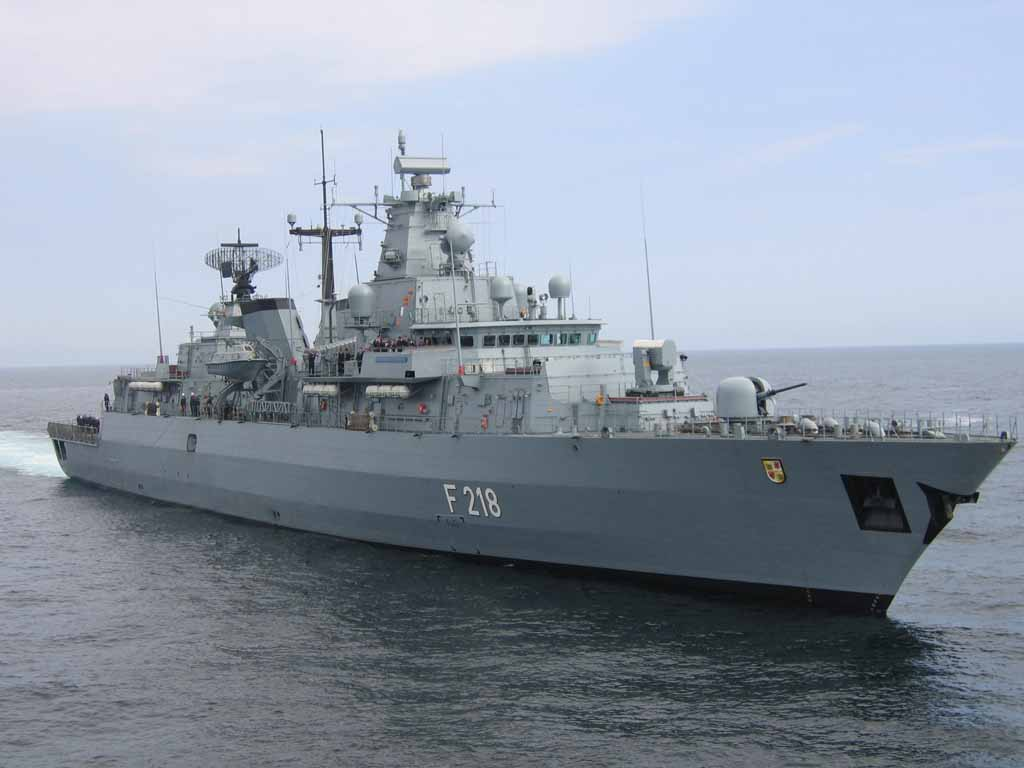
Фрегаты типа «Бранденбург»
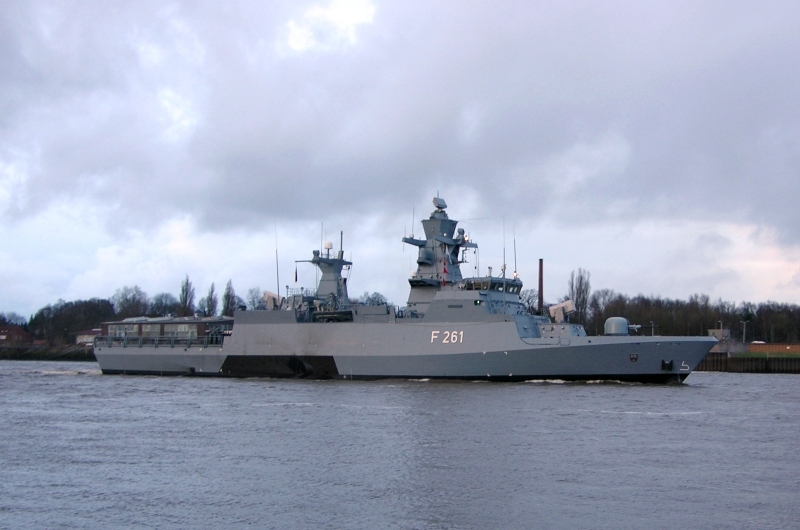
Корветы типа «Брауншвейг»
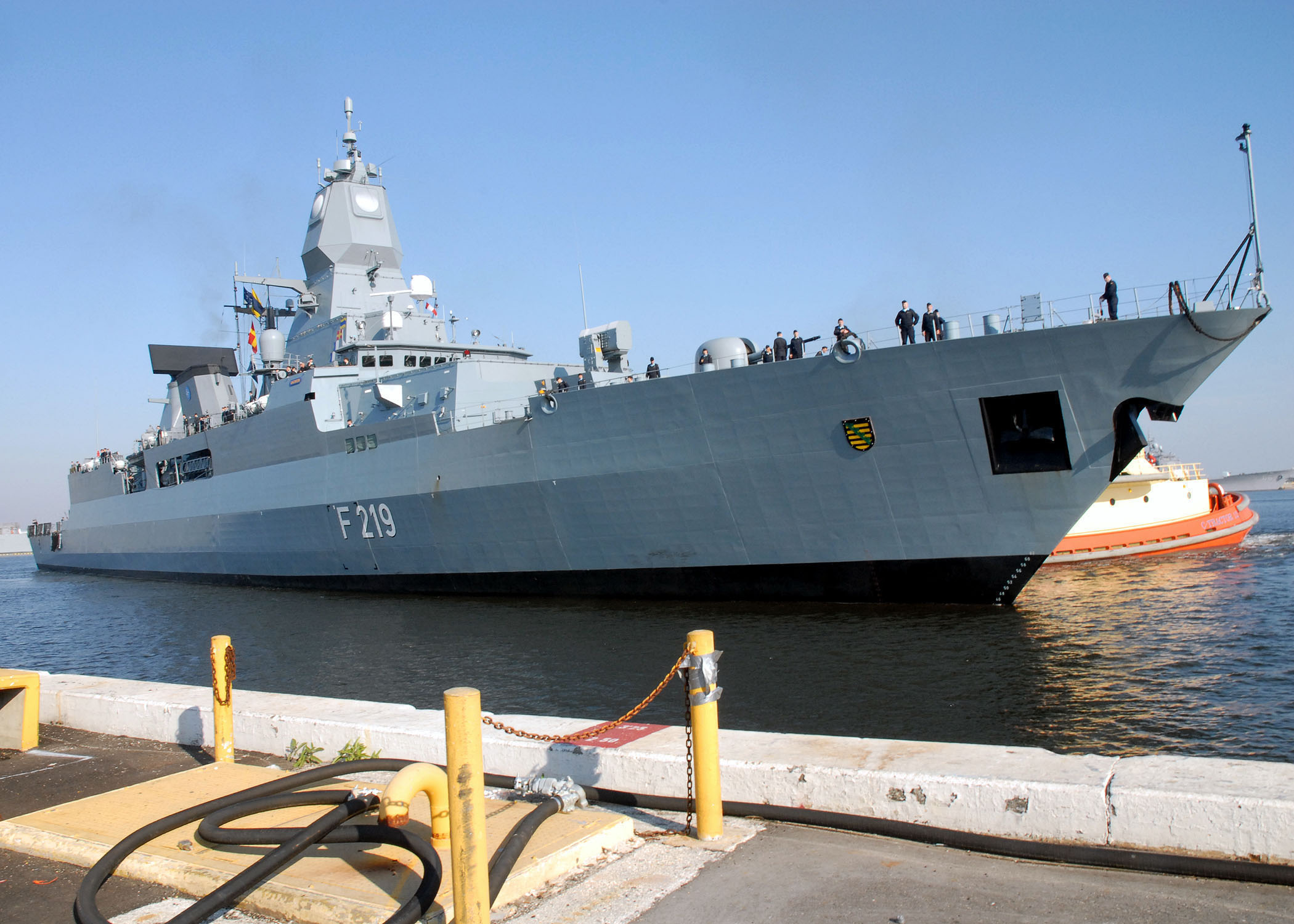
Фрегаты типа «Саксония»
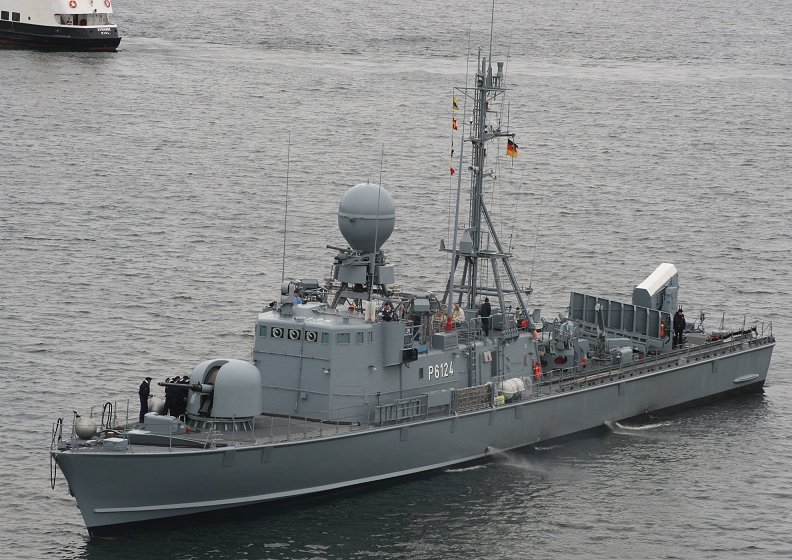
Ракетные катера типа «Гепард»
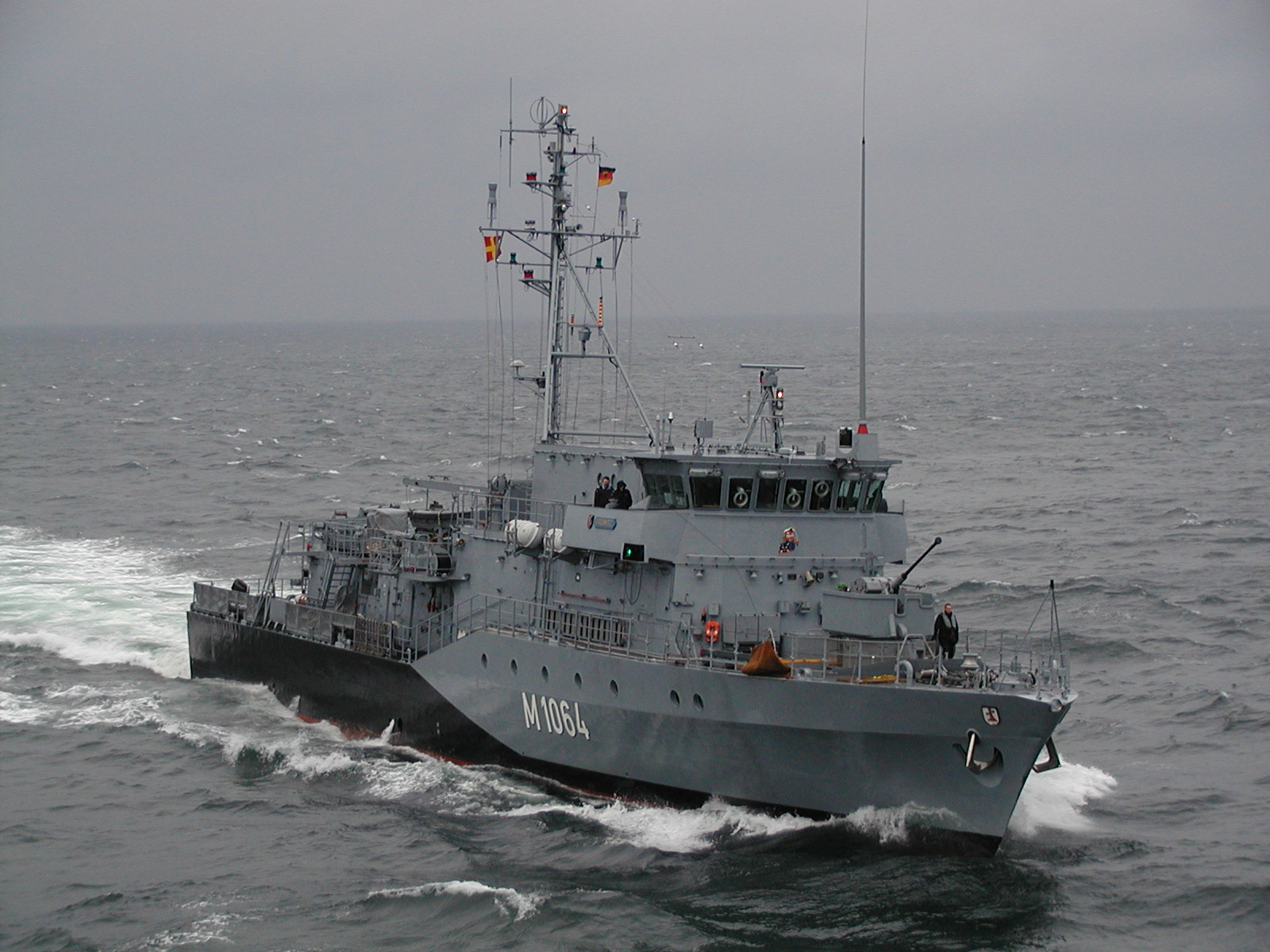
Минные тральщики типа «Франкенталь»
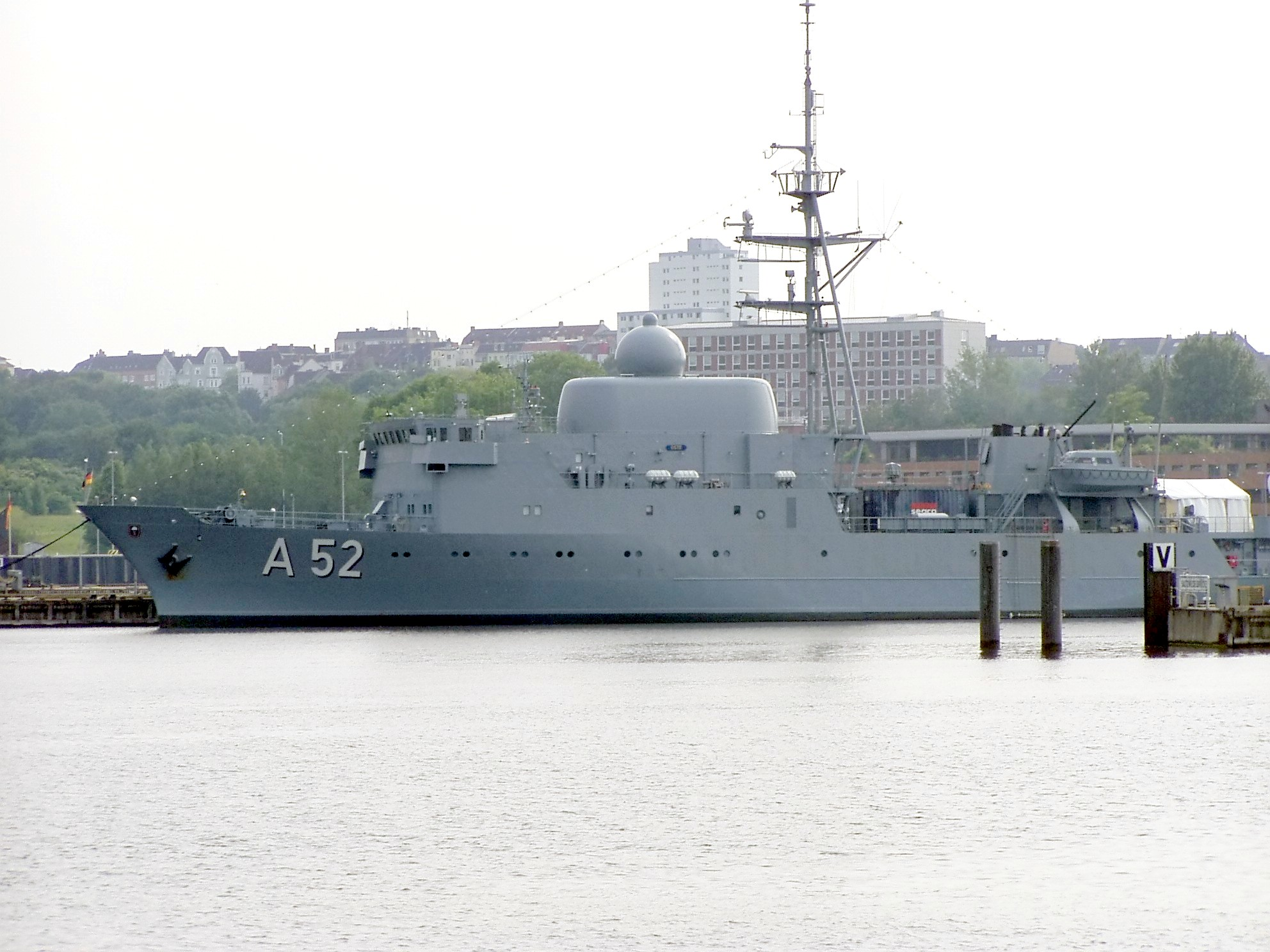
Вспомогательные корабли типа «Осте»
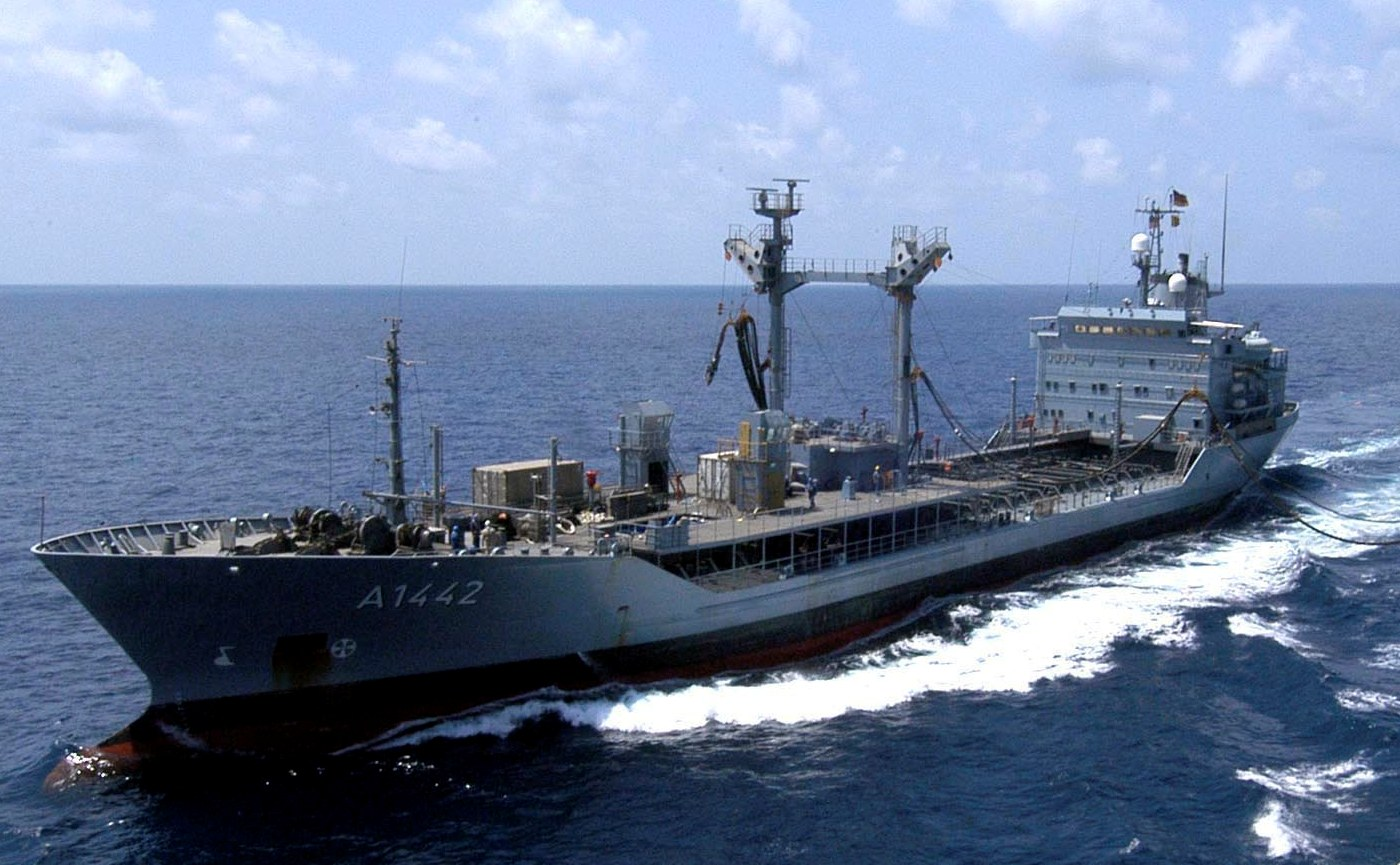
Танкеры типа «Рён»
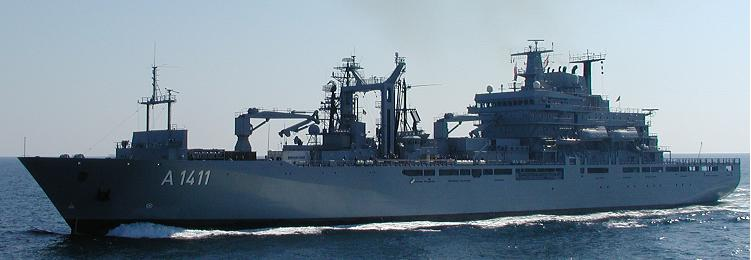
Танкеры типа «Берлин»
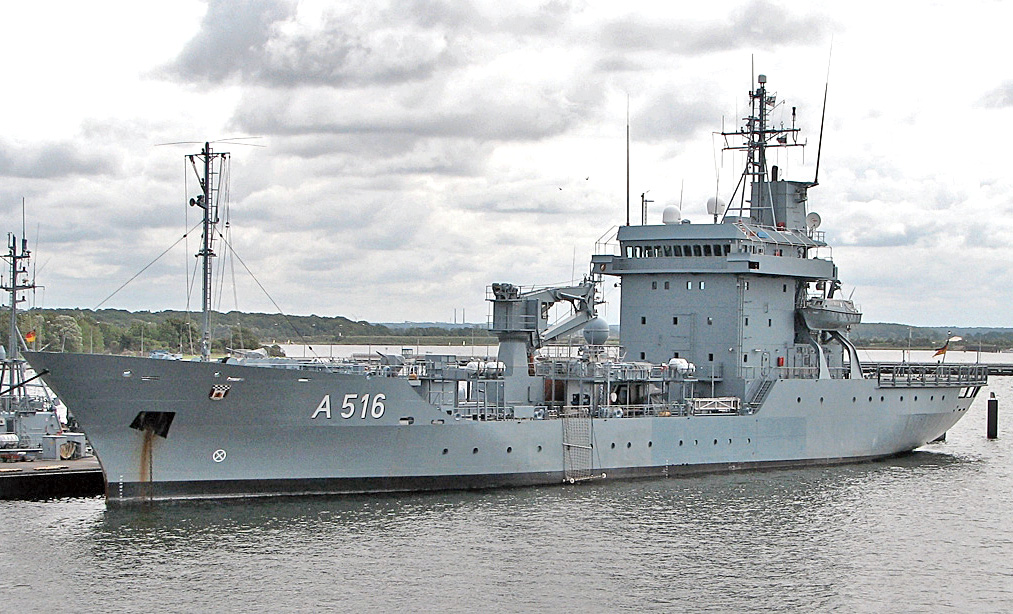
Вспомогательные корабли типа «Эльба»

| Тип                                           | Бортовой номер  | Наименование           | В составе флота | Состояние       | Примечания      |
| Подводные лодки                               | Подводные лодки | Подводные лодки        | Подводные лодки | Подводные лодки | Подводные лодки |
| --------------------------------------------- | --------------- | ---------------------- | --------------- | --------------- | --------------- |
| Подводные лодки проекта 212А                  | U31             | S 181                  | 2002 -          | в строю         |                 |
| Подводные лодки проекта 212А                  | U32             | S 182                  | 2003 -          | в строю         |                 |
| Подводные лодки проекта 212А                  | U33             | S 183                  | 2004 -          | в строю         |                 |
| Подводные лодки проекта 212А                  | U34             | S 184                  | 2005 -          | в строю         |                 |
| Подводные лодки проекта 212А                  | U35             | S 185                  | 2011 -          | в строю         |                 |
| Подводные лодки проекта 212А                  | U36             | S 186                  | 2011 -          | в строю         |                 |
| Фрегаты                                       |                 |                        |                 |                 |                 |
| Фрегаты типа «Бранденбург»                    | F215            | Brandenburg            | 1992 -          | в строю         |                 |
| Фрегаты типа «Бранденбург»                    | F216            | Schleswig-Holstein     | 1993 -          | в строю         |                 |
| Фрегаты типа «Бранденбург»                    | F217            | Bayern                 | 1993 -          | в строю         |                 |
| Фрегаты типа «Бранденбург»                    | F218            | Mecklenburg-Vorpommern | 1993 -          | в строю         |                 |
| Фрегаты типа «Саксония»                       | F219            | Sachsen                | 2001 -          | в строю         |                 |
| Фрегаты типа «Саксония»                       | F220            | Hamburg                | 2002 -          | в строю         |                 |
| Фрегаты типа «Саксония»                       | F221            | Hessen                 | 2003 -          | в строю         |                 |
| Фрегаты типа «Баден-Вюртемберг»               | F222            | Baden-Württemberg      | 2019 -          | в строю         |                 |
| Фрегаты типа «Баден-Вюртемберг»               | F223            | Nordrhein-Westfalen    | 2020 -          | в строю         |                 |
| Фрегаты типа «Баден-Вюртемберг»               | F224            | Sachsen-Anhalt         | 2021 -          | в строю         |                 |
| Фрегаты типа «Баден-Вюртемберг»               | F225            | Rheinland-Pfalz        | 2022 -          | в строю         |                 |
| Корветы                                       |                 |                        |                 |                 |                 |
| Корветы типа «Брауншвейг»                     | F260            | Braunschweig           | 2006 -          | в строю         |                 |
| Корветы типа «Брауншвейг»                     | F261            | Magdeburg              | 2006 -          | в строю         |                 |
| Корветы типа «Брауншвейг»                     | F262            | Erfurt                 | 2007 -          | в строю         |                 |
| Корветы типа «Брауншвейг»                     | F263            | Oldenburg              | 2007 -          | в строю         |                 |
| Корветы типа «Брауншвейг»                     | F264            | Ludwigshafen           | 2007 -          | в строю         |                 |
| Корветы типа «Брауншвейг»                     | F265            | Köln                   | -               | в постройке     |                 |
| Корветы типа «Брауншвейг»                     | F266            | Emden                  | -               | в постройке     | -               |
| Минные тральщики                              |                 |                        |                 |                 |                 |
| Минные тральщики типа «Энсдорф»               | M1094           | Ensdorf                | 1990 -          | в строю         |                 |
| Минные тральщики типа «Энсдорф»               | M1093           | Auerbach/Oberpfalz     | 1991 -          | в строю         |                 |
| Минные тральщики типа «Энсдорф»               | M1092           | Hameln                 | 1989 -          | в строю         |                 |
| Минные тральщики типа «Энсдорф»               | M1090           | Pegnitz                | 1990 -          | в строю         |                 |
| Минные тральщики типа «Энсдорф»               | M1098           | Siegburg               | 1990 -          | в строю         |                 |
| Минные тральщики типа «Кульмбах»              | M1091           | Kulmbach               | 1990 -          | в строю         |                 |
| Минные тральщики типа «Кульмбах»              | M1095           | Überherrn              | 1989 -          | в строю         |                 |
| Минные тральщики типа «Кульмбах»              | M1096           | Passau                 | 1990 -          | в строю         |                 |
| Минные тральщики типа «Кульмбах»              | M1097           | Laboe                  | 1989 -          | в строю         |                 |
| Минные тральщики типа «Кульмбах»              | M1099           | Herten                 | 1991 -          | в строю         |                 |
| Минные тральщики типа «Франкенталь»           | M1063           | Bad Bevensen           | 1993 -          | в строю         |                 |
| Минные тральщики типа «Франкенталь»           | M1067           | Bad Rappenau           | 1994 -          | в строю         |                 |
| Минные тральщики типа «Франкенталь»           | M1064           | Grömitz                | 1994 -          | в строю         |                 |
| Минные тральщики типа «Франкенталь»           | M1068           | Datteln                | 1994 -          | в строю         |                 |
| Минные тральщики типа «Франкенталь»           | M1065           | Dillingen              | 1995 -          | в строю         |                 |
| Минные тральщики типа «Франкенталь»           | M1069           | Hömburg                | 1995 -          | в строю         |                 |
| Минные тральщики типа «Франкенталь»           | M1062           | Sulzbach-Rosenberg     | 1996 -          | в строю         |                 |
| Минные тральщики типа «Франкенталь»           | M1058           | Fulda                  | 1998 -          | в строю         |                 |
| Минные тральщики типа «Франкенталь»           | M1059           | Weilheim               | 1998 -          | в строю         |                 |
| Вспомогательные корабли                       |                 |                        |                 |                 |                 |
| Десантные корабли типа «Barbe»                | L765            | Schlei                 | 1966 -          | в строю         |                 |
| Десантные корабли типа «Barbe»                | L762            | Lachs                  | 1966 -          | в строю         |                 |
| Вспомогательные корабли типа «Вестервальд»    | A1435           | Westerwald             | 1967 -          | в строю         |                 |
| Танкеры типа «Рён»                            | A1443           | Rhön                   | 1977 -          | в строю         |                 |
| Танкеры типа «Рён»                            | A1442           | Spessart               | 1977 -          | в строю         |                 |
| Вспомогательные корабли типа «Эльба»          | A511            | Elbe                   | 1993 -          | в строю         |                 |
| Вспомогательные корабли типа «Эльба»          | A512            | Mosel                  | 1993 -          | в строю         |                 |
| Вспомогательные корабли типа «Эльба»          | A513            | Rhein                  | 1993 -          | в строю         |                 |
| Вспомогательные корабли типа «Эльба»          | A514            | Werra                  | 1993 -          | в строю         |                 |
| Вспомогательные корабли типа «Эльба»          | A515            | Main                   | 1994 -          | в строю         |                 |
| Вспомогательные корабли типа «Эльба»          | A516            | Donau                  | 1994 -          | в строю         |                 |
| Вспомогательные корабли типа «Осте»           | A50             | Alster                 | 1989 -          | в строю         |                 |
| Вспомогательные корабли типа «Осте»           | A52             | Oste                   | 1988 -          | в строю         |                 |
| Вспомогательные корабли типа «Осте»           | A53             | Oker                   | 1988 -          | в строю         |                 |
| Танкеры типа «Берлин»                         | A1411           | Berlin                 | 2001 -          | в строю         |                 |
| Танкеры типа «Берлин»                         | A1412           | Frankfurt am Main      | 2002 -          | в строю         |                 |
| Танкеры типа «Берлин»                         | A1413           | Köln                   | 2009 -          | в строю         |                 |
| Танкеры типа «Вальхен»                        | A1425           | Ammersee               | 1967 -          | в строю         |                 |
| Танкеры типа «Вальхен»                        | A1426           | Tegernsee              | 1967 -          | в строю         |                 |
| Вспомогательные корабли типа «Фехман»         | A1458           | Tegernsee              | 1967 -          | в строю         |                 |
| Вспомогательные корабли типа «Вангероге»      | A1451           | Wangerooge             | 1968 -          | в строю         |                 |
| Вспомогательные корабли типа «Вангероге»      | A1452           | Spiekeroog             | 1968 -          | в строю         |                 |
| Вспомогательные корабли типа «Bottsand»       | Y1643           | Bottsand               | 1984 -          | в строю         |                 |
| Вспомогательные корабли типа «Bottsand»       | Y1644           | Eversand               | 1988 -          | в строю         |                 |
| Научно-исследовательское судно типа «Планета» | A511            | Elbe                   | 1993 -          | в строю         |                 |
| Научно-исследовательское судно типа «Альянс»  | A611            | Alliance               | 2005 -          | в строю         |                 |
| Учебные корабли                               |                 |                        |                 |                 |                 |
| Учебно-тренировочный барк «Горх Фок II»       |                 | Gorch Fock II          | 1958 -          | в строю         |                 |

## Морская авиация

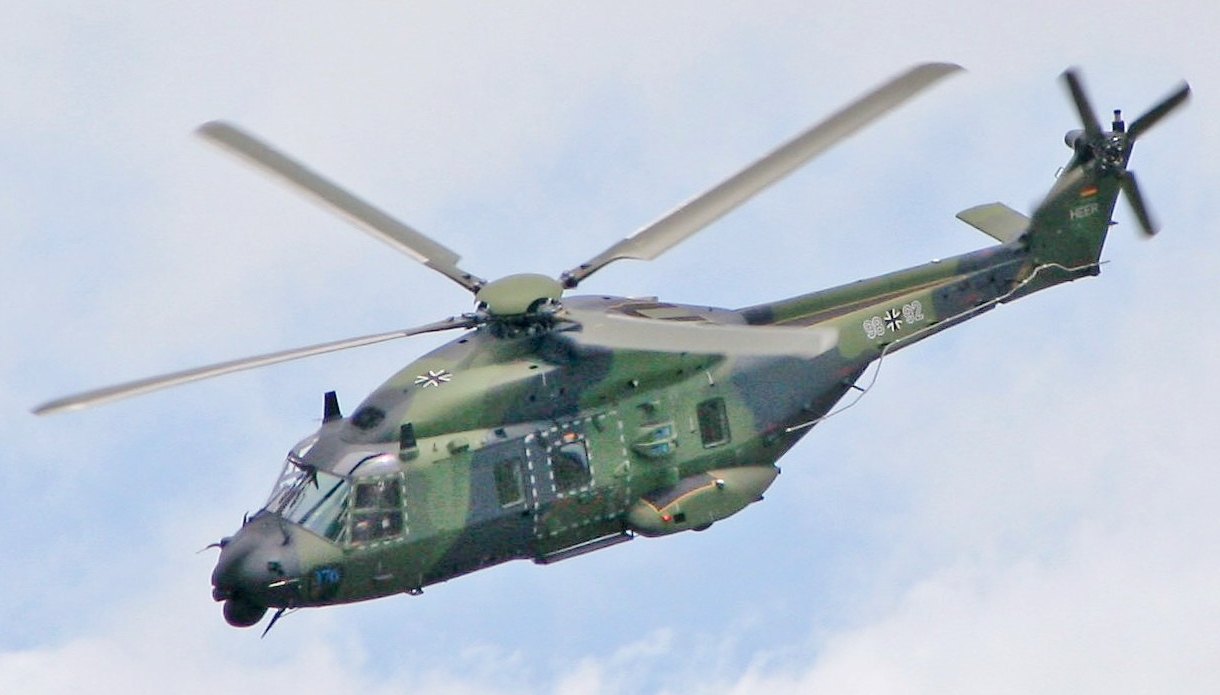
Противолодочный вертолёт NHI NH90

- 3-я морская авиационная эскадра «Граф Цеппелин» (нем. Marinefliegergeschwader 3 «Graf Zeppelin»)
- 5-я морская авиационная эскадра (нем. Marinefliegergeschwader 5)

| Тип                          | Производство   | Назначение                                   | Количество | Примечания |
| ---------------------------- | -------------- | -------------------------------------------- | ---------- | ---------- |
| Lockheed P-3C «Orion»        | США            | Патрульный самолёт                           | 8          |            |
| Breguet Br.1150 «Atlantique» | Франция        | Разведывательный самолёт                     | 2          |            |
| Dornier Do 228LM             | Германия       | Наблюдательный самолёт                       | 2          |            |
| Westland «Sea Lynx» Mk.88A   | Великобритания | Противолодочный вертолёт                     | 22         |            |
| Westland «Sea King» Mk.41    | Великобритания | Поисково-спасательный, транспортный вертолёт | 21         |            |
| NHI NH90                     | Евросоюз       | Многоцелевой вертолёт                        | 25         |            |

## Префикс кораблей и судов ВМФ Германии
В ВМФ Германии используется префикс по типу корабля. Префикс по принадлежности к военно-морским силам государства отсутствует.
- F (Fregatte) — Фрегат
- M (Minenjagdboot) — Охотник за минами
- P (Patrouillenboot) — Сторожевой корабль
- S (Schnellboot) — Торпедный катер
- U (Unterseeboot) — Подводная лодка

## Флаги кораблей и судов ВМФ Германии

Флаг кораблей и судов ВМФ Германии
Гюйс кораблей и судов ВМФ Германии
Флаг вспомогательных кораблей и судов ВМФ Германии

### Флаги должностных лиц ВМС Германии

Флаг адмирала ВМС Германии
Флаг вице-адмирала ВМС Германии
Флаг контр-адмирала ВМС Германии
Флаг командора ВМС Германии
Вымпел командира флотилии или эскадры
Вымпел командира дивизиона
Вымпел боевых кораблей

## Знаки различия

### Адмиралы
| Категории             | Адмиралы | Адмиралы     | Адмиралы      | Адмиралы          |
| --------------------- | -------- | ------------ | ------------- | ----------------- |
| Погоны                |          |              |               |                   |
|                       |          |              |               |                   |
| Нарукавные знаки      |          |              |               |                   |
| Звание в ВМС Германии | Admiral  | Vizeadmiral  | Konteradmiral | Flottillenadmiral |
| Русский перевод       | Адмирал  | Вице-адмирал | Контр-адмирал | Коммодор          |
| Звание в ВМФ РФ       | Адмирал  | Вице-адмирал | Контр-адмирал | нет               |

### Офицеры
| Категории             | Старшие офицеры    | Старшие офицеры    | Старшие офицеры    |
| --------------------- | ------------------ | ------------------ | ------------------ |
| Погоны                |                    |                    |                    |
|                       |                    |                    |                    |
| Нарукавные знаки      |                    |                    |                    |
| Звание в ВМС Германии | Kapitän zur See    | Fregattenkapitän   | Korvettenkapitän   |
| Русский перевод       | Капитан моря       | Капитан фрегата    | Капитан корвета    |
| Звание в ВМФ РФ       | Капитан 1-го ранга | Капитан 2-го ранга | Капитан 3-го ранга |